# Wahl der Versammlung von Korsika 2017
Die Wahl der Versammlung von Korsika 2017 fand am 3. Dezember (1. Wahlgang) und am 10. Dezember (Stichwahl) statt.

## Wahlergebnis
| Kandidaten               | Kandidaten            | Parteien                                                                      | 1. Wahlgang | 1. Wahlgang | 2. Wahlgang | 2. Wahlgang | 2. Wahlgang |
| Kandidaten               | Kandidaten            | Parteien                                                                      | Stimmen     | %           | Stimmen     | %           | Mandate     |
| ------------------------ | --------------------- | ----------------------------------------------------------------------------- | ----------- | ----------- | ----------- | ----------- | ----------- |
|                          | Gilles Simeoni        | Pè a Corsica – Femu a Corsica – Corsica Libera – Partitu di a Nazione Corsa   | 54.212      | 45,4        | 67.342      | 56,5        | 41          |
|                          | Jean-Martin Mondoloni | La voie de l’avenir – Divers droite                                           | 17.891      | 15,0        | 21.784      | 18,3        | 10          |
|                          | Jean-Charles Orsucci  | Andà Per Dumane ! – La République En Marche !                                 | 13.455      | 11,3        | 15.062      | 12,6        | 6           |
|                          | Valérie Bozzi         | Voir plus grand – Les Républicains – Comité central bonapartiste              | 15.265      | 12,8        | 14.997      | 12,6        | 6           |
|                          | Paul-Félix Benedetti  | Core in fronte – Rinnovu                                                      | 7.996       | 6,7         | –           | –           | –           |
|                          | Jacques Casamarta     | L’avenir, la Corse en commun – La Corse insoumise – Parti communiste français | 6.787       | 5,7         | –           | –           | –           |
|                          | Charles Giacomi       | Front national – Rassemblement pour une Corse républicaine – Front national   | 3.917       | 3,3         | –           | –           | –           |
| Gesamt                   | Gesamt                | Gesamt                                                                        | 119.523     | 100         | 119.219     | 100         | 63          |
|                          |                       |                                                                               |             |             |             |             |             |
| Leere Stimmzettel        | Leere Stimmzettel     | Leere Stimmzettel                                                             | 1.251       | 1,0         | 2.083       | 1,7         |             |
| Ungültige Stimmzettel    | Ungültige Stimmzettel | Ungültige Stimmzettel                                                         | 1.301       | 1,1         | 1.925       | 1,6         |             |
| Wähler                   | Wähler                | Wähler                                                                        | 122.075     | 52,1        | 123.227     | 52,6        |             |
| Wahlberechtigte          | Wahlberechtigte       | Wahlberechtigte                                                               | 234.288     |             | 234.304     |             |             |
|                          |                       |                                                                               |             |             |             |             |             |
| Quelle: Innenministerium |                       |                                                                               |             |             |             |             |             |